# Francisco Mosso
Francisco Mosso, noto in Italia come Francesco Mosso (Mendoza, 10 aprile 1892 – 29 novembre 1951), è stato un calciatore argentino naturalizzato italiano, di ruolo attaccante e portiere.

## Biografia
Era noto anche come Mosso I per distinguerlo dai fratelli minori Benito, Eugenio e Giulio.

## Carriera
Francisco Mosso, "Cisco" per gli amici, si stabilì con la famiglia a Torino nel 1911 e iniziò a giocare nell'Istituto Internazionale di Torino, dove, insieme al fratello Eugenio, frequentava i corsi di Commercio.  A fine anno 1911 insieme ai fratelli Eugenio (Mosso III) e Benito (Mosso II) entrò nelle file del Torino. All'inizio giocava come portiere nella terza squadra granata. Prima della Grande Guerra giocò nel ruolo di attaccante, segnando oltre 50 gol, che gli consentono di situarsi al quindicesimo posto fra i migliori marcatori della storia della società granata.
Durante il conflitto combatté sul fronte e fu fatto prigioniero, rimanendo in tale stato per circa un anno.
Nel 1919 un grave infortunio al ginocchio ne limitò la mobilità e, pur di continuare a giocare, si adattò a ricoprire il ruolo di portiere.
Nel 1922 succedette a Vittorio Pozzo sulla panchina della squadra e poté tornare al ruolo originario.
L'anno seguente si ritirò ed entrò a far parte del Direttivo Granata, nel quale rimase per molti anni.
Mosso è sepolto nel Cimitero di Gassino Torinese.